# Exopropacris captiosus
Exopropacris captiosus är en insektsart som först beskrevs av Bolívar, I. 1908.  Exopropacris captiosus ingår i släktet Exopropacris och familjen gräshoppor. Inga underarter finns listade i Catalogue of Life.